# Village lacustre de Gletterens
Le village lacustre de Gletterens est un archéosite qui présente une reconstitution de l'habitat palafittique du Néolithique, à Gletterens, en Suisse.

## Caractéristiques

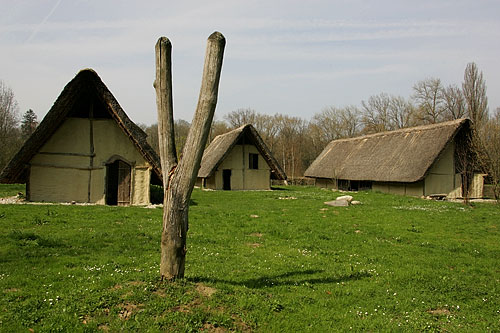
Village lacustre néolithique de Gletterens

Outre les reconstitutions d'habitats, l'archéosite met en œuvre à diverses animations et animent des stages de formation aux différents artisanats et techniques préhistoriques et au mode de vie dans les Lacustres.

## Hébergement
- Village de tipi